# Richard von Garbe

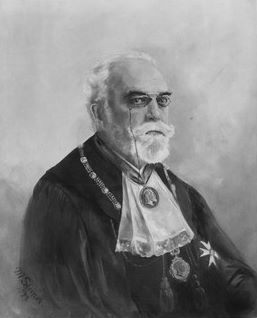
Richard Garbe in der Tübinger Professorengalerie

Richard Karl Garbe, seit 1909  von Garbe, (* 9. März 1857 in Bredow bei Stettin; † 22. September 1927 in Tübingen) war ein deutscher Indologe, der bedeutende Beiträge zur Erforschung von Samkhya, Yoga und der Bhagavadgita leistete.

## Leben
Auf dem Marienstiftsgymnasium in Stettin  war der bekannte Mathematiker und spätere Indologe Hermann Graßmann einer seiner Lehrer. Garbe studierte von 1873 bis 1877 an der Universität Tübingen zunächst Mathematik, anschließend Indologie. Von 1873 bis zu seinem Austritt 1903 war er Mitglied der Studentenverbindung Landmannschaft Ghibellinia Tübingen. Nach seiner Promotion forschte Garbe in London über Shrautasûtra-Manuskripte. 1878 habilitierte er sich und wirkte an der Universität Königsberg zunächst als Privatdozent, ab 1880 als Extraordinarius.
Von 1885 bis 1887 reiste Garbe mit finanzieller Förderung des preußischen Staates nach Indien, wo er unter der Anleitung indischer Gelehrter Samkhya-Texte studierte. In seinem Buch Indische Reiseskizzen berichtete er 1889 über seine vielen Exkursionen in Indien und Ceylon.
1894 wurde er in Königsberg ordentlicher Professor der Indologie. Doch bereits im folgenden Jahr wurde er an die Universität Tübingen als Nachfolger seines verstorbenen Lehrers Rudolf von Roth berufen. 1908/1909 war er Rektor der Universität.
Garbe gab eine große Anzahl von Sanskrit-Texten heraus und übersetzte viele davon, darunter auch die Sâmkhya Sûtras. 1894 erschien sein Buch Die Sâṃkhya-Philosophie, in dem er die Ursprünge und Quellen dieses indischen philosophischen Systems analysierte und u. a. zu dem Ergebnis kam, dass die hellenische Geisteswelt offenbar stark von Altindien her beeinflusst gewesen sei.
Im Jahre 1905 folgte eine deutsche Übersetzung der Bhagavadgita, bei der es Garbe primär um eine philologisch korrekte, nicht aber poetisch anspruchsvolle Wiedergabe des Originaltextes ging. Garbe vertrat die Auffassung, dass etwa siebzig Verse im Text (über das unpersönliche Brahman) spätere Interpolationen seien und markierte sie durch Kleindruck. Seine Auffassung wurde nicht von allen Indologen geteilt, doch fand er Unterstützung u. a. durch Moriz Winternitz.
Der Karl Baedeker Verlag gewann Garbe zur Mitarbeit an seinem noch am Vorabend des Ersten Weltkriegs erschienenen, prestigeträchtigen Indien-Band, für den er die ethnografische und kunstwissenschaftliche Einführung verfasste.
Richard Garbe wurde im Jahre 1909 durch Verleihung des Ehrenkreuzes des Ordens der Württembergischen Krone in den württembergischen Personaladelsstand erhoben.
Garbe heiratete 1887 in Königsberg i. Pr. Anna Wichert (* 1865), Tochter des damaligen Königsberger Stadtrichters und Schriftstellers Ernst Wichert. Aus der Ehe gingen ein Sohn und zwei Töchter hervor.

## Schriften
- Vaitāna Sūtra. Das Ritual des Atharvaveda. Trübner, Straßburg 1878.
- Die indischen Mineralien, ihre Namen und die ihnen zugeschriebenen Kräfte. Hirzel, Leipzig 1882.
- Indische Reiseskizzen. Paetel, Berlin 1889; 35 Jahre später hat der Autor für eine zweite Auflage laut eigener Aussage im Vorwort das Werk nur geringfügig verändert; neu ist ein Anhang mit zwei Texten, die er bereits anderswo veröffentlicht hatte: ein „Abriss der indischen Volkskunde, Kultur- und Kunstgeschichte“ sowie eine Kritik an einem Plagiator einer englischen Indienbeschreibung: Richard Garbe: Indische Reiseskizzen, München-Neubiberg: Oskar Schloß Verlag, 1925.
- Die Sâṃkhya-Philosophie. Eine Darstellung des indischen Rationalismus. Haessel, Leipzig 1894.
- Sāṃkhya und Yoga. Trübner, Straßburg 1896.
- Verzeichniss der indischen Handschriften der königlichen Universitäts-Bibliothek (Zuwachs der Jahre 1865 - 1899), Universitätsbibliothek Tübingen 1899.
- Beiträge zur indischen Kulturgeschichte, Paetel, Berlin 1903.
- Die Bhagavadgita aus dem Sanskrit übersetzt. Mit einer Einleitung über ihre ursprüngliche Gestalt, ihre Lehren und ihr Alter. Haessel, Leipzig 1905.
- Kaiser Akbar von Indien. Ein Lebens- und Kulturbild aus dem sechzehnten Jahrhundert, Laupp, Tübingen 1909.
- Zur indischen Volkskunde, Kultur- und Kunstgeschichte. In: Baedeker’s Indien. Leipzig 1914, S. XXXVI ff.
- Indien und das Christentum. Tübingen 1914; Reprint: VDM, Saarbrücken 2007, ISBN 978-3-8364-2193-5.
- The philosophy of ancient India, Ashutosh Prakashansansthan, Varanasi 1980.